# دونا اوین
دونا اوین (انگلیسی: Donna Ewin؛ زاده ۴ ژوئن ۱۹۷۰) یک مانکن است.